# Arrode (Familie)
Die Familie Arrode war eine der reichsten Pariser Familien in der Zeit der Könige Philipp II., Ludwig VIII., Ludwig IX., Philipp III. und Philipp IV. (1180–1314).
Die Familie pachtete zwischen 1205 und 1224 vier Mal die Prévôte de Paris, stellte fünf Panetiers du Roi und einen Prévôt des marchands. Mitte des 14. Jahrhunderts starb die Familie im Mannesstamm aus.
Die Arrode hatte ihr Hôtel particulier nördlich der Markthallen und östlich der Kirche Saint-Eustache: den südlichen Teil der Rue de Montorgueil im heutigen 2. Arrondissement hatte die Familie auf eigene Kosten pflastern lassen, die daraufhin bis zum Ende des 13. Jahrhunderts Rue Nicolas Arrode hieß.
Der in Kreisen der Romanistik wohl bekannteste Angehörige der Familie ist Nicolas Arrode († 1252), der der Adressat eines Briefs vom 23. Juni 1249 ist, den Jean Sarrazin aus dem Feldlager vor Damiette zum Sechsten Kreuzzug schrieb, und der eines der frühestens Zeugnisse für die zunehmende Durchsetzung der französischen Sprache gegenüber dem Latein in der Privatkorrespondenz der höheren Gesellschaftsschicht Frankreichs ist.

## Stammliste
1. Nicolas Arrode, * um 1125, † 1196, ⚭ Alix, † 1218
  1. Nicolas Arrode, * um 1163, † 1228, pachtete 1217 und 1219 die Prévoté de Paris 1217 und 1219
  2. Rénier Arrode, pachtete 1220 die Prévôté de Paris?
  3. Eudes Arrode, * um 1170, † 1217, Panetier du Roi, pachtete 1205 die Prévôté de Paris; ⚭ (1) Péronelle d’Arras, † 1206; ⚭ (2) NN
    1. (1) Nicolas Arrode, * um 1193, † 1252, 1214–1224 als Pächter der Prévôté de Paris bezeugt; ⚭ (1) Marie Lechaux, † vor 1229; ⚭ (2) Florie Evroin, * um 1217, † 1233; ⚭ (3) Jeanne Le Voyer, * um 1232, † 1260
      1. (1) Alix Arrode, * um 1220; ⚭ Nicolas Le Flamenc
      2. (1) Nicolas Arrode, * um 1223, † 1288
      3. (2) Jean Arrode, * um 1232, † nach 1288, Seigneur de Chaillot, Panetier des Königs Ludwig IX.; ⚭ Marie
        1. Jean Arrode, * um 1260, † 1312/13, Seigneur de Chaillot, 1281–1282 Échevin de Paris, 1289–1292 Prévôt des marchands, 1293–1305 Prud’homme, 1295 Trésorier des guerres, 1296, 1299, 1302 und 1304 Panetier du Roi; ⚭ (1) Jeanne; ⚭ (2) Agnès Barbette, Tochter von Étienne Barbette, Prévôt des marchands, und Petronille Sarrazin
          1. Marie Arrode; ⚭ Jean Bourdon
          2. NN Arrode; ⚭ Guillaume Fourré
          3. Nicolas Arrode, dit Colin, 1299 Prud’homme, 1313–1314 Échevin
            1.  ? Jeannot Arrode, Kleriker, im Châtelet eingekerkert

          4. Jean Arrode le Jeune, † vor 1331, 1302, 1303 und 1305 Prud’homme, ab 1304 Panetier du Roi; ⚭ Philippa de Bruxelles, Tochter von Gautier de Bruxelles, Schwester der Ehefrau von Guillaume Pizdoue, dit Bouffart

        2. Nicolas Arrode, * um 1265, † 1316, Seigneur de Chaillot et de Coudray-sur-Seine, Valet du Roi, Prud’homme 1299, Échevin 1314; ⚭ Jeanne de Lagny, † 1318
          1. Jeanne Arrode, * um 1308; ⚭ Gentien Cocatrix, Sohn von Geoffroi Cocatrix und Jeanne Gentien
          2. Jean Arrode, * um 1310, Maître de la Monnaie de Paris für König Philipp VI.; ⚭ Huguette Braque

      4. (2) Sédile Arrode, † um 1282; ⚭ Raoul de Pacy, 1270 Échevin, dann Prévôt des marchands

    2. (2) Nicolas Arrode, dit le Jeune, * um 1212, † 1244, Panetier des Königs Ludwig IX.

### Weblink
- Etienne Pattou, Famille Arrode (online, abgerufen am 13. August 2019)